# Depot von Bautzen (Fund 2)
Das Depot von Bautzen (Fund 2) ist ein Depotfund aus der Frühbronzezeit, der bei Bautzen (Landkreis Bautzen) entdeckt wurde.
Die genauen Fundumstände sind unbekannt, auch die Geschlossenheit des Fundes ist unsicher.
Der Hortfund setzt sich aus einem Rohgusshalsringbarren und zwei schweren ovalen offenen Ringen zusammen. Die Zuweisung zu der Aunjetitzer Kultur datiert ihn auf 1800–1600 v. Chr.